# Wakacje.pl
Wakacje.pl S.A. – największy multiagent turystyczny w Polsce i jeden z największych w Europie Środkowo-Wschodniej, który prezentuje, porównuje i sprzedaje oferty kilkudziesięciu touroperatorów. To serwis e-commerce, zespół doradców w call center, sieć ponad 330 stacjonarnych salonów sprzedaży oraz wyszukiwarka wakacji.
Firma działa na rynku od 1999 roku. Od 2015 roku jest częścią Wirtualna Polska Holding notowanej na Giełdzie Papierów Wartościowych. Od kwietnia 2025 roku – za sprawą akwizycji przez WP Holding europejskiej grupy turystycznej Invia Group SE – Wakacje.pl odpowiadają za turystykę zorganizowaną na rynkach Europy Środkowo-Wschodniej (marki Wakacje.pl, Travelplanet.pl i Invia).

## Działalność
Wakacje.pl umożliwiają porównywanie i rezerwację wyjazdów poprzez cztery kanały sprzedaży: stronę internetową wakacje.pl, aplikację mobilną, call center oraz sieć ponad 330 stacjonarnych salonów w całej Polsce. W ofercie agenta znajdują się wycieczki organizowane przez takie biura podróży jak Itaka, Rainbow Tours, Coral Travel, Anex, Ecco Holiday, Grecos, JoinUp, Exim Tours i wiele innych. 
Za pośrednictwem Wakacje.pl klienci kupią wakacje w Polsce i za granicą, ubezpieczenia turystyczne, miejsce parkingowe przy lotnisku, wycieczki fakultatywne, bilety lotnicze oraz wyjazdy grupowe.
Poza wyszukiwarką wakacji na stronie i w aplikacji Wakacje.pl znajduje się baza opinii na temat hoteli.

## Historia
Firma powstała w 1999 roku, kiedy podczas spływu kajakowego grupa znajomych wpadła na pomysł uruchomienia blogu turystycznego. W 2002 roku zostało otwarte pierwsze biuro podróży Wakacje.pl, a w 2010 roku swój początek miała sieć franczyzowa Wakacje.pl. W międzyczasie – w 2009 roku – doszło do fuzji serwisów wakacje.pl i easygo.pl, w wyniku której powstała spółka Enovatis S.A. W 2015 roku 100 proc. udziałów w spółce nabyła Wirtualna Polska Holding. 
W 2018 roku Wakacje.pl podpisały umowę zakupu wszystkich udziałów My Travel, a także nabyły serwis Parklot.pl do rezerwacji miejsc parkingowych przy lotniskach. W 2019 roku firma powiększyła się o spółkę Travel Network Solutions – właściciela salonów franczyzowych pod marką Wakacyjny Świat.
W 2021 roku Wakacje.pl wprowadziły nowy system identyfikacji wizualnej oraz claim: Urlop zaczyna się tutaj. Dwa lata później spółka udostępniła klientom aplikację mobilną Wakacje.pl.   
W 2024 roku firma obchodziła jubileusz 25-lecia działalności i po raz pierwszy obsłużyła ponad milion klientów w jednym roku kalendarzowym. W tym samym roku Wakacje.pl otworzyły 300. salon franczyzowy. 
W wyniku przejęcia przez Wirtualną Polskę Holding koncernu turystycznego Invia Group z siedzibą w Pradze w kwietniu 2025 roku Wakacje.pl poszerzyły zakres swojej działalności na rynek Europy Środkowo-Wschodniej obejmujący Czechy, Słowację i Węgry. 

## Wyróżnienia
Spółka kilkukrotnie znalazła się w rankingu dla firm z sektora MŚP dziennika „Puls Biznesu” – Gazele Biznesu. W zestawieniu za lata 2021-2024 zajęła ósme miejsce w województwie pomorskim oraz 128. pozycję w skali kraju na prawie 4 800 firm, które zostały uwzględnione w rankingu. 
W 2021 roku otrzymała nagrodę Diament Forbesa. W 2022 zdobyła tytuły Top Marka Lauru Konsumenta oraz Grand Prix Lauru Konsumenta. 
Aplikacja mobilna Wakacje.pl zajęła pierwsze miejsce w kategorii Podróże i Transport oraz trzecie miejsce w konkursie głównym Mobile Trends Awards 2024. 

## Członkostwo w organizacjach
Wakacje.pl są członkiem Polskiej Izby Turystyki (od 2004 roku) oraz posiadają licencję IATA (od 2011) umożliwiającą samodzielną rezerwację i wystawianie biletów lotniczych